# Zamek (Wejherowo)
Zamek (dawn. Wejherowo-Zamek; kaszb. Wejrowsczi Zómk), także Cegielnia – osiedle (dawna osada przycegielniana) w Polsce położone w województwie pomorskim, w powiecie wejherowskim, na południowym obszarze administracyjnym Wejherowa w dolinie rzeki Cedron. Przed włączeniem w granice Wejherowa w 1954 roku osada nosiła nazwy "Wejherowo-Zamek" i "Wejherowski Zamek".
Osią osiedla jest ulica Marynarki Wojennej stanowiąca ciąg drogi wojewódzkiej nr 218. Obszar osiedla sąsiaduje z kompleksem leśnym Trójmiejskiego Parku Krajobrazowego i rezerwatem Gałęźna Góra. Połączenie z centrum miasta umożliwiają autobusy komunikacji miejskiej (linia nr 7).

## Historia
W 1912 stanowiącą obszar dworski osadę zamieszkiwało 433 mieszkańców.
Po I wojnie światowej samodzielna gmina jednostkowa w woj. pomorskim, początkowo w powiecie wejherowskim, od 1928 roku w powiecie morskim. Od 1934 w nowo utworzonej zbiorowej gminie gmina Wejherowo (część obszaru włączono do gminy Kosakowo), gdzie Wejherowo-Zamek utworzył gromadę.
Po wojnie ponownie w Polsce, w woj. gdańskim, w powiecie morskim, przemianowanym w 1951 z powrotem na powiat wejherowski. W związku z reformą administracyjną Polski jesienią 1954 Wejherowo-Zamek włączono do Wejherowa.